# Bargerveen
Bargerveen este o arie protejată (arie specială de conservare — SAC, sit de importanță comunitară — SCI, arie de protecție specială avifaunistică — SPA) din Țările de Jos întinsă pe o suprafață de 2.083 ha, integral pe uscat.

## Localizare
Centrul sitului Bargerveen este situat la coordonatele 52°40′35″N 7°01′32″E / 52.6765°N 7.0255°E.

## Înființare
Situl Bargerveen a fost declarat arie de protecție specială avifaunistică în mai 1992 pentru a proteja 12 specii de animale. Alte tipuri de protecție:
- sit de importanță comunitară (în iulie 1998)
- arie specială de conservare (în iunie 2013)[2][4][5]

## Biodiversitate
Situată în ecoregiunea atlantică, aria protejată conține 3 habitate naturale: Formațiuni ierboase bogate în specii de Nardus, dezvoltate pe substraturi silicioase în zone montane (și în zone submontane, în Europa continentală), Turbării active, Mlaștini oligotrofe degradate, capabile încă de regenerare naturală.
La baza desemnării sitului se află mai multe specii protejate de  păsări (12): gâscă de semănătură (Anser fabalis), ciuf de câmp (Asio flammeus), caprimulg (Caprimulgus europaeus), erete vânăt (Circus cyaneus), Cygnus columbianus bewickii, becațină comună (Gallinago gallinago), sfrâncioc roșiatic (Lanius collurio), gușă albastră (Luscinia svecica), corcodel-cu-gât-negru (Podiceps nigricollis), cresteț pestriț (Porzana porzana), mărăcinar (Saxicola rubetra), mărăcinar negru (Saxicola torquatus)